# Pitagorejstvo
Pitagoréjstvo je naziv za filozofsko gibanje in smer starogrške filozofije, katere začetnik in vodja je bil Pitagora.
Je eno poglavitnejših filozofskih smeri pred Sokratom in Platonom, saj je pitagorejstvo predstavljalo prvi večji prelom v filozofski metodi, ko so z uvedbo znanosti in uporabo le-te pri razlaganju filozofije začeli presegati mythos in se usmerili na logos. Pripadniki pitagorejstva se imenujejo pitagorejci.

## Začetek
Potem, ko se je okoli leta 529 pr. n. št. naselil v Krotonu, je Pitagora okoli sebe zbral krog ljudi - Bratstvo, ki so postali njegovi učenci. Z razvojem in predvsem razmahom njegove šole so se učenci delili glede na njihovo znanje in uvedenost v filozofijo: prva skupina (Akousmatics) so predstavljali najnižji krog; to so bili okoliški prebivalci, ki so hodili na Pitagorova predavanja, živeli so doma, lahko so uživali meso in imeli osebno lastnino. Drugi krog (Mathematikoi) so živeli v zaprti komuni skupaj s Pitagoro, niso smeli uživati mesa in fižola ter niso smeli imeli osebne lastnine, v zameno pa so bili uvedeni v vse skrivnosti pitagorejstva. Le-te prepovedi je Pitagora uveden na podlagi orfizma. Asketsko življenje (odpoved osebne lastnine) je šlo tako daleč, da nova odkritja niso bila pripisana avtorju, ampak celotni skupini oz. šoli. Zaradi tega in zelo malo ohranjenih zgodovinskih virov je tako zelo težko natančno pripisati mnoge trditve, definicije, nazore,…, ki so nastale znotraj pitagorejstva; tako so tudi učenci lastne ideje pripisali svojemu učitelju, rekoč »Autos efa (On je tako rekel)«. Ker so bili člani Bratstva vedno v komuniciranju drug z drugim, so bile misli vedno prisotne v prostoru, tako da jih tudi niso zapisovali, saj bi s tem postavljali lastnino nad njimi. Edino ohranjeni starogrški zapisi, ki se navezujejo na pitagorejce, so prišli iz vrst mlajših pitagorejcev (predvsem Filolaja) in njihovih učencev.

## Filozofija
Osnovna pitagorejska razlaga metafizike je temeljila na Anaksimandru, »ki je postavil za pravzrok (arhé) in prvino vsemu, kar biva, apeiron (neskončno, nedoločeno, kaos) in je tudi prvi rabil to ime«. Pitagora je njegovo razlago spremenil in to razložil sledeče: vse temelji na dvojnosti pravzroka (tudi počela); prvo počelo je apeiron, ki je neograjen, neskončen, odprt, večen, medtem ko je drugo počelo peras (meja), ki je nasprotje apeirona, torej omejujejo, zapira, končuje; tako da, ko peras nastopi proti apeironu (meja zapira kaos), iz kaosa nastane lepota in harmonija. Peras in apeiron tako predstavljata dvojino, harmonijo, ravnovesje,… Za ta pravzrok je Pitagora postavil nematerialno število (arithmos): »In vse, kar je spoznatno, ima število: brez njega ni moč nobene reči ne z mislijo zajeti ne spoznati.« (DK 44 B 4.) Tako so verjeli, da so števila resnična in prisotna kot materialna stvar in da so osnovni gradniki vsega prisotnega v svetu števila; vsa razmerja v svetu se lahko zreducirajo na številska razmerja, ki so jih tudi zavzeto preučevali in razlagali njihov pomen na kozmos. Število je tako postalo najpomembnejši dejavnik njegove filozofije in preučevanje le-teh osnovno delovanje njegove filozofske šole. Veliko pozornost so namenili tudi merjenju. Na podlagi njihovega preučevanja števil in s tem iskanja resnice so pitagorejci postavile osnove aritmologije (številoslovja).
Poleg splošnega vprašanja o svetu so se pitagorejci posvečali tudi določenim problemom. Tako so po orfistih prevzeli njihovo razlago duše. Po pitagorejcih naj bi bila duša neumrljiva in prenosljiva; tako naj bi se duša ob smrti človeka preselila v drugo telo (lahko neživo ali živo). Pitagora je  tako ob eni priložnosti, ko je videl, da moški tepe psa, dejal, naj ga preneha tepsti, saj je v pasjem ječanju prepoznal dušo svojega umrlega prijatelja. Kljub temu se tudi on ni nikdar bolj natančno poglobil v razumevanje duše.

## Matematika
Večino spoznanja glede števil je temeljilo na Pitagorovem študijskem potovanju v Egiptu, kjer je bila takrat matematika na višjem nivoju kot v Grčiji in tako bolj razvita. Veliko spoznanj, ki se jih danes pripisuje Pitagori oz. njegovim učencem, so v bistvu mnogo starejša, toda pitagorejci pa so zaslužni za razširitev znanja po širšem prostoru (izven Egipta po celotnem grškem Sredozemlju). Tako se Pitagori pripisuje t. i. Pitagorov izrek (Vsota površin kvadratov katet pravokotnega trikotnika je enaka površini kvadrata nad hipotenuzo), ki pa je bil predhodno znan že v Egiptu. Po njem je poimenovan zaradi dejstva, da so pitagorejci posvečali veliko pozornost prav takim razmerjem na podlagi geometrije.
Določenim številom so še posebej pripisovali določeno moč oz. lastnost. Najpomembnejša je bila t. i. »sveta četverica« (tetractys), saj je vsota teh treh števil (2, 3 in 4) ter enote (1) 10 (1+2+3+4=10): 
- 1 ni bilo število, ampak osnovna enota, ki leži v jedru svetu, je princip, ki je v soglasju s pravzrokom, vsa druga števila izhajajo iz nje, so le njeni mnogokratniki. V prostoru je 1 predstavljena s točko in simbolizira razum;
- 2 je prvo število. Ni dvojno število 1, ampak je dvakrat manjši kot 1. Kot prvo sodo število je simbol dvojnosti in ženskosti. V prostoru je predstavljena kot črta;
- 3 je prvo liho število in prvo moško število. Je popolnejše število kot 2, saj se 2 ne more predstaviti v prostoru, medtem ko 3 ima to zmožnost. V prostoru je predstavljena kot trikotnik (ploskev);
- 4 je dvakratnik 2 in je tako ultra-simbol dvojnosti … Je simbol pravičnosti. V prostoru je 2 predstavljena kot štirikotnik (telo).

Za druga števila so trdili:
- 5 je vsota 2 in 3, torej vsota ženskosti in moškosti, združitev dvojnosti. Je polovica števila 10. Simbolizira poroko. V določenih kozmoloških predstavah je 5 simboliziral pentagram;
- 6 je simbol duše. Je nosilec kristalne simetrije, saj jo sestavlja 1 (točka), 2 (črta) in 3 (ploskev); torej vsota treh svetočetvernih števil. Do popolnosti ji manjka zadnje svetočetverno število (4);
- 7 je kot prvo nedeljivo število simbol nedolžnosti;
- 8 je prvi kub in predstavlja ljubezen in prijateljstvo;
- 9 je simbol medicine.

10 je bila za pitagorejce sveto, popolno število. To lastnost so ji pripisali zaradi tega, ker je 10 vsota svete četverice, trikotno figurativno število in zaradi njenega vpliva na glasbo, kozmologijo, ... Pitagora je prav tako postavil 10 parnih počel:
- omejeno in neomejeno,
- parno in neparno,
- eno in mnogo,
- desno in levo,
- mirno in gibljivo,
- moško in žensko,
- ravno in ukrivljeno,
- svetlo in temno,
- dobro in zlo,
- kvadratno in pravokotno.

Na področju matematike so pitagorejci definirali oziroma pomembno raziskali: popolna števila, vsoto notranjih kotov trikotnika in mnogokotnikov, oblike števil, trikotniška števila, vsoto razsežnosti, zlati rez, pentagram, razmerja, tri od petih pravilnih teles, dedukcije, matematičnih dokazov, iracionalnih števil, prijateljska števila, ...

## Astronomija
Poleg matematike so pitagorejci povsem znanstveno preučevali tudi področje astronomije. Tako so ugotovili, da sta Danica (Phosphorus) in Večernica (Hesperus) ena in ista zvezda (danes vemo, da je to planet Venera), da je Zemlja okrogla in da se giblje, da »Lunin tir ne leži v ravnini Zemljinega ekvatorja, ampak leži poševno nanjo«, … Med ostale njihove (napačne) trditve s tega področja sodijo tudi:
- da je Sonce ploščato (Alkmaion);[9]
- da so zvezde boštva (Alkmaion);[9]
- da je Vesolje sestavljeno iz statičnih zvezd, petih planetov (Merkur, Luna, Sonce, Zemlja, Protizemlja, Ognjena krogla, Venera, Mars, Jupiter, Saturn). Središče vesolja je Ognjena krogla, od katere se vsi ostali planeti gibljejo in od nje dobijo svetlobo in toploto.[9] Antizemlja je bila dodana le z namenom, da se doseže število 10. Sami so ga definirali kot telo, ki se giblje z isto hitrostjo in vzporedno z Zemljo ter nam je tako nevidno. Vseh teh 10 nebesnih teles se premika v smeri zahod-vzhod s hitrostjo, ki je sorazmerna posamezni razdalji do Ognjene zemlje; hitrost tako ustvari osem tonov, ki tvorijo oktavo in s tem harmonijo.[6]

## Glasba
V iskanju harmonije v svetu so se pitagorejci obrnili tudi h glasbi. Pitagora naj bi pri opazovanju kovača opazil, da pri udarcu ob različna nakovala nastajajo različni toni. Na podlagi tega opazovanja naj bi spoznal, da je višina tona odvisna od mase zvočila (resonatorja, v kovačevem primeru nakovala). Opazovanje je nadaljeval na strunskih glasbilih in opozoril, da se krajše strune oglašajo višje, oziroma nižje (valovna dolžina je daljša, frekvenca pa nižja), če jih podaljšamo. Višine tonov so primerljive z različnimi dolžinami strun, napetih z isto silo. Če na dano struno pritisnemo v sredini (jo razpolovimo), bo vsaka polovica zvenela za oktavo višje kot struna v osnovni dolžini. Razmerje med frekvenco osnovnega tona, ki ga daje struna, in frekvenco za oktavo višjega tona je 2/1, valovna dolžina pa se spremeni za 1/2. Podobno je z ostalimi intervali, razmerje frekvenc 3/2 predstavlja kvinto, 4/3 kvarto, 9/8 sekundo, itd. Večja napetost strune povzroča krajšo valovno dolžino in s tem višjo frekvenco (višji ton). Tovrstni poskusi in definicije številskih razmerij v tonskih uglasitvah so pitagorejce še bolj utrdili v prepričanju, da lahko celoten svet izrazijo s pomočjo številskih razmerij. Do danes ostaja to edino fizikalno spoznanje, ki se ni spremenilo še iz antičnih časov.

## Medicina
V sklopu pitagorejcev je deloval tudi Alkmaion, ki je s pomočjo pitagorejstva, opazovanja in vivisekcije, odkril, da:
- ljudje imajo zmožnost razuma, druge živali pa ne;
- »možgani omogočajo zaznavanje po sluhu, vidu in vohu in da iz teh nastaja spomin in mnenje, iz spomina in mnenja pa, ko se utrdita, nemara znanje?«[11];
- možgani dajejo sposobnost razumu, da se odzove;
- le nepoškodovani možgani zagotavljajo nepoškodovan razum;
- vsi čuti so povezani z možgani; ...

Prav tako je opisal delovanje očesa, uporabil dvojnost pri ugotavljanju bolezni in zdravljenju, ...

## Zaton
Kljub Pitagorovim navodilom, da se pitagorejci držijo stran od politike, se je njihov vpliv razširil tudi sem. Tako se je pod njihovim vplivom izoblikovala t. i. Krotonijanska liga, povezava več velikogrških mest pod pitagorejskim vplivom in aristokratsko usmeritvijo. Pitagora se je zaradi tega umaknil na Metapont. S smrtjo Pitagore je znotraj lige nastal razkol glede vodstva, kar so izkoristili nasprotniki (pripadniki demokratične, ljudske stranke) in uničili ligo ter zavzeli njihova mesta. Preživeli pitagorejci so pobegnili iz Velike Grčije, s čimer je propadlo to filozofsko-versko-matematično-... gibanje. 

## Pomen
Strogo filozofsko gledano pitagorejci niso pustili večjega vtisa, saj je večina njihove filozofije temeljila na zmesi predhodnih filozofov, verskih naukov iz različnih kultur, ..., toda njihovo dokazovanje le-te filozofije s pomočjo miselnega procesa je povzdignilo filozofijo še bolj na raven logosa (v nasprotju s prejšnjim mythosom). Po njihovi zaslugi je to dokazovanje s pomočjo števil nenadomestljivo vplivalo na razvoj matematike ter deloma tudi fizike na področju Grčije in s tem Evrope. S tem so uvedli znanstveno delovanje na področju filozofije in hkrati nepredstavljivo vplivali na razvoj znanosti. Bili so tudi prvi, ki so prenesli središče vesolje izven okvira Zemlje, s čimer so pomembno vplivali na poznejše oblikovanje heliocentričnega modela vesolja. Pomemben napredek so storili tudi na področju medicine (možgani, čutila).
Najpomembnejši filozofski vpliv Pitagore in pitagorejcev naj bi se kazal predvsem na Platonovi filozofiji, predvsem na njegovem delu Država (Πολιτεία). Ta pitagorejski vpliv naj bi se kazal v treh točkah:
- tesno povezana skupnost isto mislečih,
- matematika oz. abstraktno mišljenje sta pogoj za filozofsko razmišljanje in
- isti pogled na dušo in njen pomen v materialnem svetu.

Ta vidik je zagovarjal angleški moralni filozof Richard Mervyn Hare (1919-2002).